# Maisie Ayres
Maisie Jennifer Ayres (* 6. Mai 2003 in London) ist eine britische Schauspielerin.

## Leben und Karriere
Ayres wurde am 6. Mai 2003 in London geboren. Sie besuchte von 2012 bis 2017 die Sylvia Young Theatre School und anschließend die Arts Educational Schools in London für die Oberstufe. Sie absolvierte ihre Schauspielausbildung an der Guildhall School of Music and Drama. Ihr Debüt gab sie 2023 in der Fernsehserie Silent Witness. Außerdem war sie 2024 in Criminal Record zu sehen. 2025 bekam Ayres in dem Film Get Away eine Hauptrolle.

## Filmografie
Filme
- 2024: Get Away

Fernsehserien
- 2023: Silent Witness (Fernsehserie, 3 Folgen)
- 2024: Criminal Record (Fernsehserie, 5 Folgen)